# Athylia pulchra
Athylia pulchra là một loài bọ cánh cứng trong họ Cerambycidae.